# Cass River (Waimakariri River)
Der Cass River ist ein Fluss im Selwyn District der Region Canterbury auf der Südinsel von Neuseeland.

## Geographie
Der Cass River entspringt an der Nordwestflanke der Craigieburn Range ca. 640 m nordwestlich des 1922 m hohen Hamilton Peak. Nach einem rund 480 m in nordwestlicher Richtung verlaufenden Bachverlauf geht der Cass River noch als kleiner Bach in einem Knick in nordöstlich Richtung über und fließt südöstlich von den Craigieburn Range flankiert bei dem kleinen 719 m hohen Berg Romulus nach Nordnordosten, um dann nach insgesamt 13,6 Flusskilometer als rechtsseitiger Nebenfluss in den Waimakariri River zu münden.
Rund 2,1 km vor dem Mündungsgebiet des Cass River überquert der New Zealand State Highway 73 in Nord-Süd-Richtung den Fluss und rund 200 m von der Mündung entfernt kreuzt die Eisenbahnlinie der Midland Line den Fluss. Der kleine Ort Cass als Namensgeber für den Fluss ist 1,1 km südöstlich des Flusses und rund 2,7 km südlich seines Mündungsgebietes zu finden. Durch den Ort führt auch die Midland Line.